# Ascogaster cognata
Ascogaster cognata är en stekelart som beskrevs av De Saeger 1948. Ascogaster cognata ingår i släktet Ascogaster och familjen bracksteklar. Inga underarter finns listade.